# Holdenhurst
Holdenhurst est un petit village isolé situé dans la ceinture verte de la banlieue nord-est de Bournemouth, en Angleterre. Le village comprend moins de 30 habitations, deux fermes et l' église paroissiale . Il n'y a pas de commerces et peu d'équipements de proximité dans le village.
Le village n'est accessible en voiture que par une seule voie étroite depuis que la route de transit a été coupée à la fin des années 1960 par la construction de la Bournemouth Spur Road ( A338 ). Il n'y a pas de transports en commun.
Bien que le village lui-même ait toujours été petit, la paroisse civile comprenait autrefois la plus grande partie de ce qui est maintenant Bournemouth. La paroisse civile a été intégrée à l'arrondissement du comté de Bournemouth en 1931,  mais une nouvelle paroisse civile appelée Holdenhurst Village a été créée le 1er avril 2013.  Cependant, la paroisse ecclésiastique existe toujours ; il englobe Hurn, East Parley et l'aéroport international de Bournemouth, ainsi que Townsend (en) et les zones adjacentes de Bournemouth.

## Étymologie
Holdenhurst est enregistré dans le Domesday Book sous le nom de Holeest, suggérant une étymologie du vieil anglais holegn signifiant « houx » et hyrst signifiant « bosquet, bois », donnant une signification de « bois où pousse le houx ( Ilex aquifolium ). Au cours des siècles suivants, il a été orthographié Holeherst (12e siècle), Holhurst (13e siècle), Hollehurst (14e siècle), Holnehurst (15e siècle), Holnest (16e siècle) et Holnirst (17e siècle). 

## Histoire ancienne
L'emplacement de Holdenhurst au bord de la plaine inondable de la basse vallée de la Stour en faisait un endroit idéal pour les premiers agriculteurs. Il y a eu un grand nombre de découvertes archéologiques dans la région, y compris des pièces de monnaie de la tribu Durotriges de la Grande-Bretagne celtique, et des pièces de monnaie romaines ont également été découvertes, ce qui rend probable que les Romains se soient également installés dans la région. 
La centaine de Holdenhurst existait en 1176, mais fut bientôt étendue et devint connue sous le nom de cent de Christchurch ; avec cette partie à l'ouest du Stour (la centaine d'origine de Holdenhurst) étant connue sous le nom de district de West Stour, ou Westover . En 1263, la centaine de Christchurch avec Westover était redevenue la centaine de Holdenhurst. 

## 19eet20esiècles
Bien qu'il y ait eu de nombreux changements de limites et de noms au fil des ans, même au début du XIXe siècle, la paroisse de Holdenhurst (également connue sous le nom de Liberty of West Stour) englobait toute la région entre Christchurch à l'est et Poole à l'ouest. La région était encore une lande isolée et stérile, et une grande partie était une terre commune utilisée par les habitants pour le bétail et par les pauvres pour le bois et le tourbe.
En 1802, le Christchurch Inclosure Act, intitulé Acte pour diviser, allouer et enfermer certaines terres communes et de terrains vagues au sein de la paroisse ou de la chapellerie de Holdenhurst dans le comté de Southampton a été adopté au Parlement . Des commissaires étaient nommés pour diviser les terres et les répartir selon les droits de chacun, pour tracer les routes et vendre des parcelles de terre afin de payer leur travail.
En 1870-1872, l' Imperial Gazetteer of England and Wales de John Marius Wilson décrivait Holdenhurst ainsi : « HOLDENHURST, un village et une paroisse du district de Christchurch, Hants. Le village se dresse sur la rivière Stour, à 3 miles au nord-ouest de Christchurch r. gare. La paroisse contient les tythings de Redhall, Moordown, Charminster, Stronden, Great Dean et Little Down, Muccleshell, Muscliffe et Throop ; s'étend jusqu'à la côte : et est tout inclus dans l'arrondissement de Christchurch. ».

Jusqu'en 1894, la paroisse comptait 7 390 acres (30 km2) . Cette année-là, une partie de celle-ci fut constituée en une paroisse distincte de Winton, et cette partie située sur la côte fut transférée à la nouvelle paroisse de Bournemouth. D'autres parties de la paroisse ont ensuite été transférées à Bournemouth et à Southbourne, et en 1912, la paroisse de Holdenhurst comprenait une superficie de 3 080 acres (12 km2). 
En 1931, l'ensemble de la partie restante de la paroisse a été subsumée dans le comté de Bournemouth, plus tard transféré du comté de Hampshire au Dorset, et en 1997 pour devenir une autorité unitaire .

## Politique
Holdenhurst fait partie du quartier de Muscliff et de Strouden Park pour les élections à Bournemouth, Christchurch et Poole Council, qui élisent trois conseillers. 
Holdenhurst fait partie de la circonscription parlementaire de Bournemouth East, pour les élections à la Chambre des communes du Royaume - Uni .